# Pela-roques
El pela-roques (Tichodroma muraria), anomenat també aranyer i picaaranyes, és l'únic habitant característic i gairebé exclusiu de les parets, tallats i espadats de les muntanyes pirinenques (en el sentit d'espècie rupícola amb residència i explotació tròfica de l'hàbitat). El pela-roques és l'únic membre existent tant del gènere Tichodroma Illiger, 1811, com de la família dels ticodròmidso ticodromàtids (Tichodromidae Swainson, 1827).

## Descripció

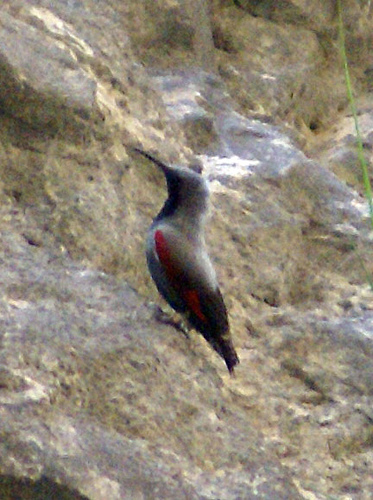
Pela-roques fotografiat als Pirineus l'any 2007.

Té les ales molt amples i exageradament arrodonides, i les manté sovint obertes mentre s'enfila per espadats verticals de forma aparentment espasmòdica.
Observat gairebé sempre adherit a una roca o paret, i molt ocasionalment a terra, ressalta el seu llarg, fi i decorbat bec i el detall de les ales abans esmentat.
La coloració de les ales és tan contrastada (negre i vermell, amb taques blanques arrodonides) que gairebé es podria dir que sembla aposemàtica.
A l'època nupcial destaquen en el mascle la gorja, el coll i les galtes de color negre. La femella (igual que els dos sexes a l'hivern) no té gens de negre pel dessota.

## Hàbitat
Distribuït per les muntanyes alpines i temperades de la regió Paleàrtica des dels Pirineus fins a l'Himàlaia.
Fora de l'estiu davalla a la terra baixa i hom el pot observar, fins i tot, als penya-segats de la costa. Aleshores és quan s'ha vist a les preses d'Oliana, Sant Ponç i la Baells. Freqüenta també els ponts i les grans parets com ara la del Castell de Cardona. S'ha vist al Montcau i també a Montserrat.

## Alimentació
Consumeix mol·luscs, aràcnids i altres artròpodes lapidícoles i fissurícoles que captura sempre en parets, lleixes i rocams inaccessibles a la majoria d'aus.

## Reproducció
A l'estiu es tracta d'una espècie oròfila estricta de caràcter territorial que cria en un extens territori, el qual ocupa des del maig.
El seu niu és un voluminós munt de tiges, molsa i liquen, folrat amb pèl, plomes i llana que la femella construeix als llocs més ombrívols dels Pirineus i dels Prepirineus.
Es creu que només fa una posta de 3-5 ous al maig-juny i que els cova durant 20 dies. Els polls volen pel juliol o agost.